# Crook (Kumbria)
Crook – wieś w Anglii, w Kumbrii, w dystrykcie (unitary authority) Westmorland and Furness. Leży 61 km na południe od miasta Carlisle i 364 km na północny zachód od Londynu. W 2001 miejscowość liczyła 340 mieszkańców.